# Districtul Pčinja
Districtul Pčinja (în sârbă Пчињски округ (Pčinjski okrug) este o unitate administrativ-teritorială de gradul I a Serbiei. Reședința sa este orașul Vranje. Cuprinde 7 comune care la rândul lor sunt alcătuite din 363 de localități (6 orașe și 357 sate).

## Comune
- Vladičin Han
- Surdulica
- Bosilegrad
- Trgovište
- Vranje
- Bujanovac
- Preševo